# Нојхаус ан дер Пегниц
Нојхаус ан дер Пегниц (њем. Neuhaus an der Pegnitz) град је у њемачкој савезној држави Баварска. Једно је од 27 општинских средишта округа Нирнбергер Ланд. Према процјени из 2010. у граду је живјело 2.884 становника. Посједује регионалну шифру (AGS) 9574140.

## Географски и демографски подаци
Нојхаус ан дер Пегниц се налази у савезној држави Баварска у округу Нирнбергер Ланд. Град се налази на надморској висини од 395 метара. Површина општине износи 23,3 km². У самом граду је, према процјени из 2010. године, живјело 2.884 становника. Просјечна густина становништва износи 124 становника/km².